# Evodinus borealis
Evodinus borealis là một loài bọ cánh cứng thuộc phân họ Lepturinae, trong họ Cerambycidae. This beetle is ranged from Atlantic coasts through Eurasian continent to Pacific coasts.

## Subtaxa
There are two varietets in species:
- Evodinus borealis var. fulvipennis Plavilstshikov
- Evodinus borealis var. obscurissimus Pic

## Hình ảnh

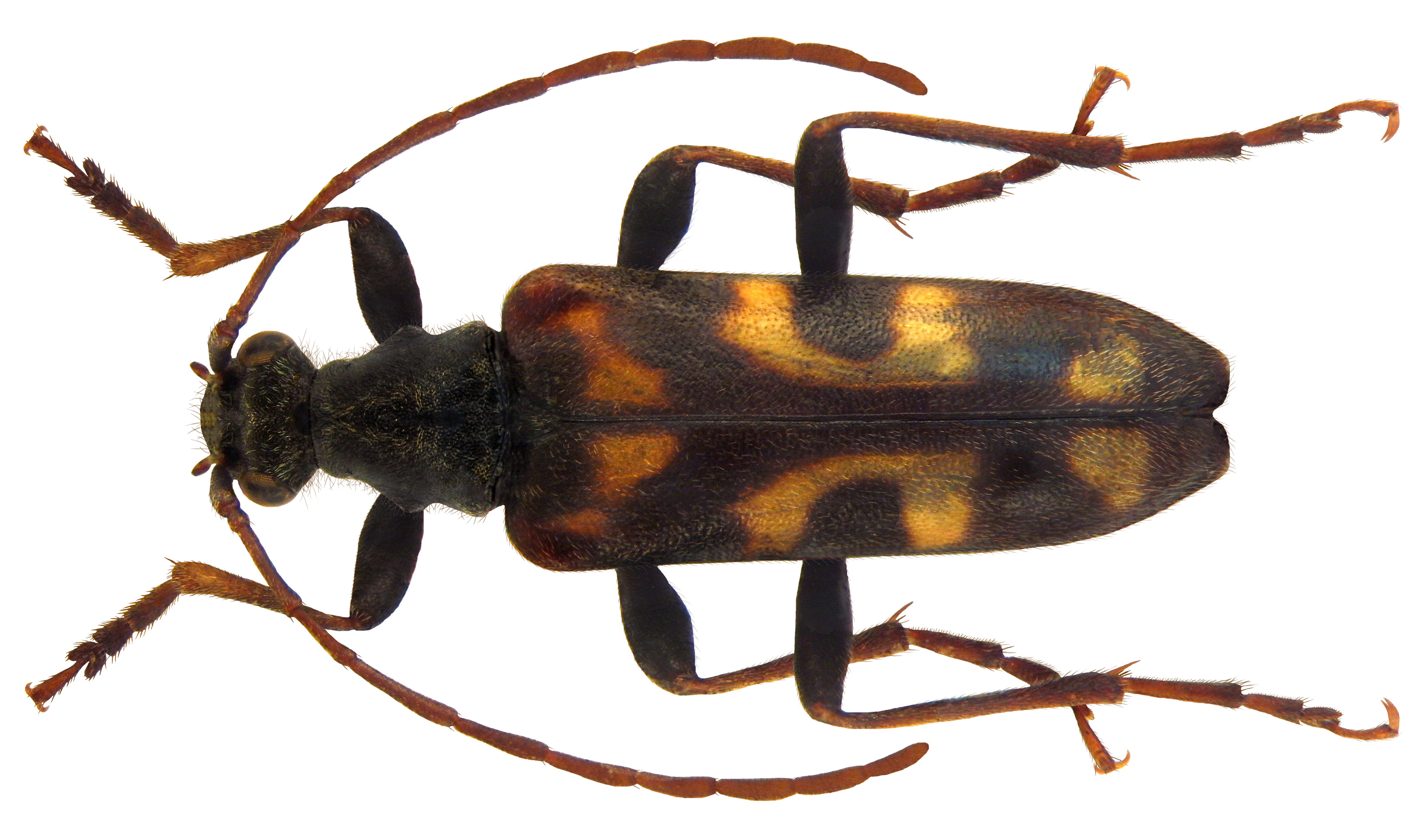